# جان ال. واینبرگ
جان ال. واینبرگ (انگلیسی: John L. Weinberg) یک سرمایه‌دار اهل ایالات متحده آمریکا است.